# Desfontainia
Desfontainia är ett släkte av tvåhjärtbladiga växter. Desfontainia ingår i familjen Columelliaceae.
Kladogram enligt Catalogue of Life:
| Desfontainia | \| \| Desfontainia costaricensis \| \| \| \| \| \| Desfontainia plowmanii \| \| \| \| \| \| Desfontainia pulchra \| \| \| \| \| \| Desfontainia spinosa \| \| \| \| |
|              | \| \| Desfontainia costaricensis \| \| \| \| \| \| Desfontainia plowmanii \| \| \| \| \| \| Desfontainia pulchra \| \| \| \| \| \| Desfontainia spinosa \| \| \| \| |
|              | Columellia |
|              | |
|              | Desfontainia costaricensis |
|              | |
|              | Desfontainia plowmanii |
|              | |
|              | Desfontainia pulchra |
|              | |
|              | Desfontainia spinosa |
|              | |

|  | Desfontainia costaricensis |
|  |                            |
|  | Desfontainia plowmanii     |
|  |                            |
|  | Desfontainia pulchra       |
|  |                            |
|  | Desfontainia spinosa       |
|  |                            |

## Bildgalleri

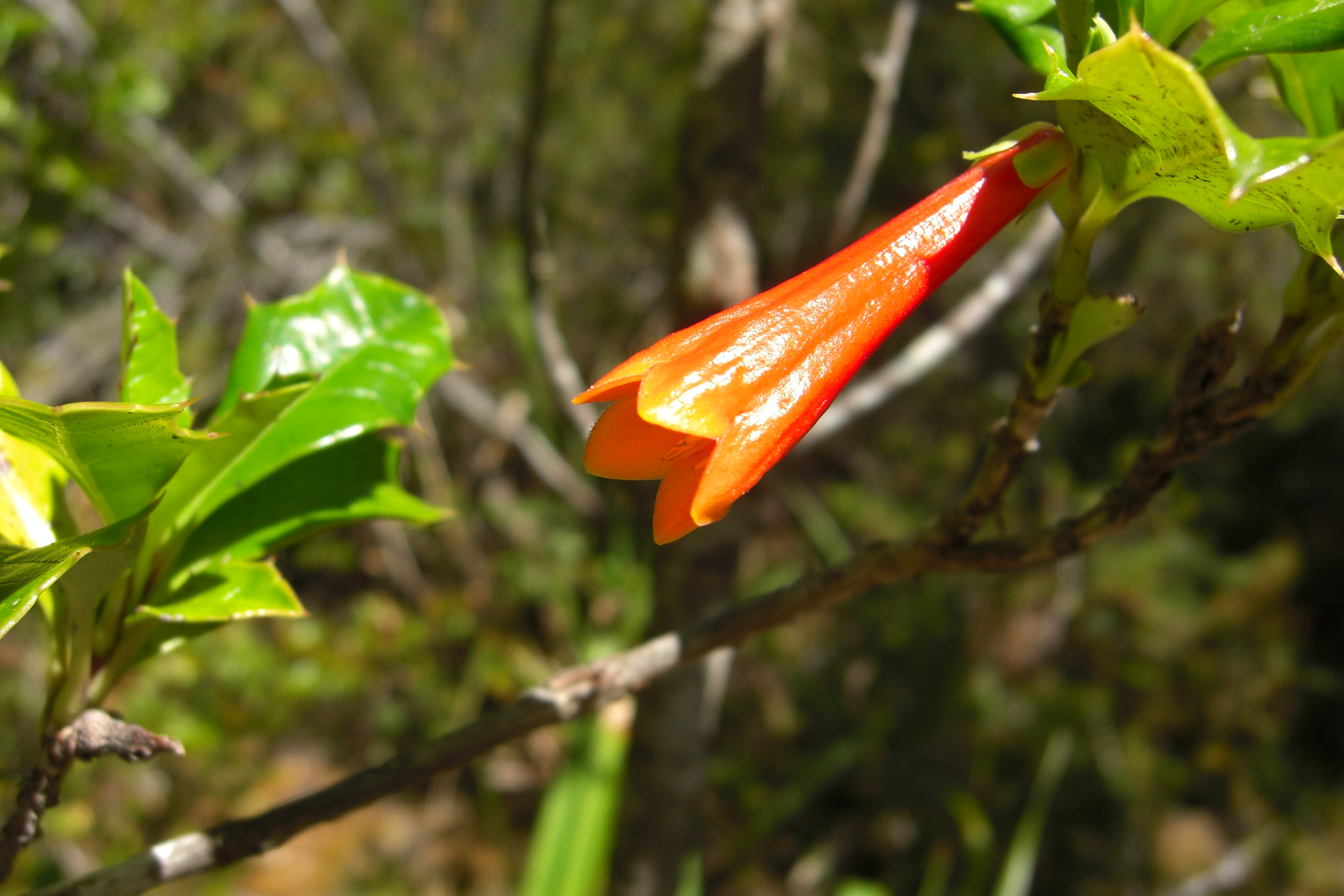
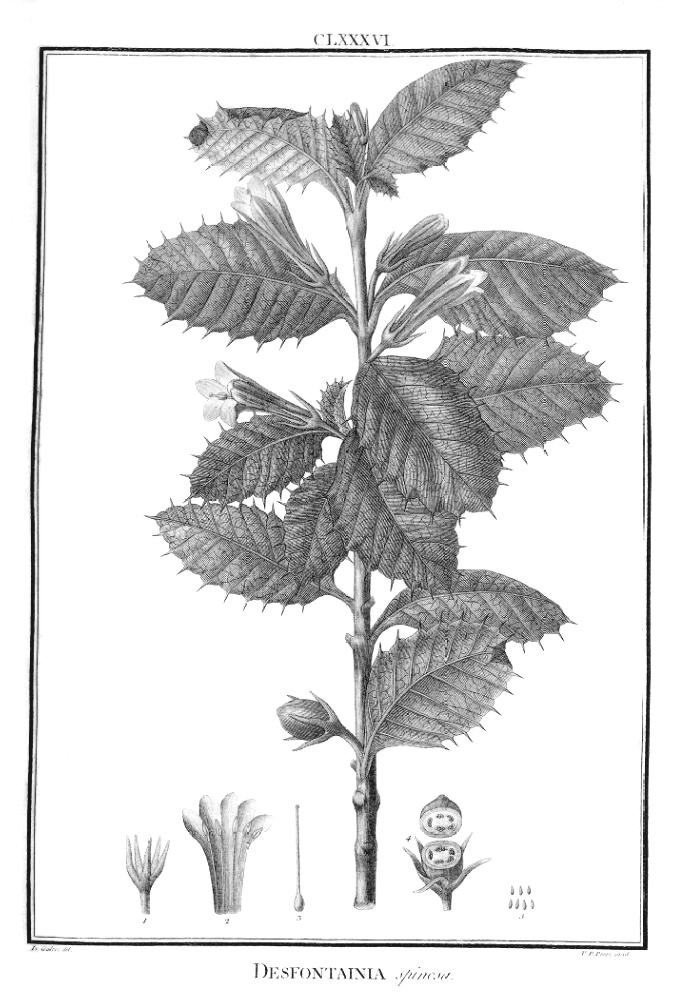
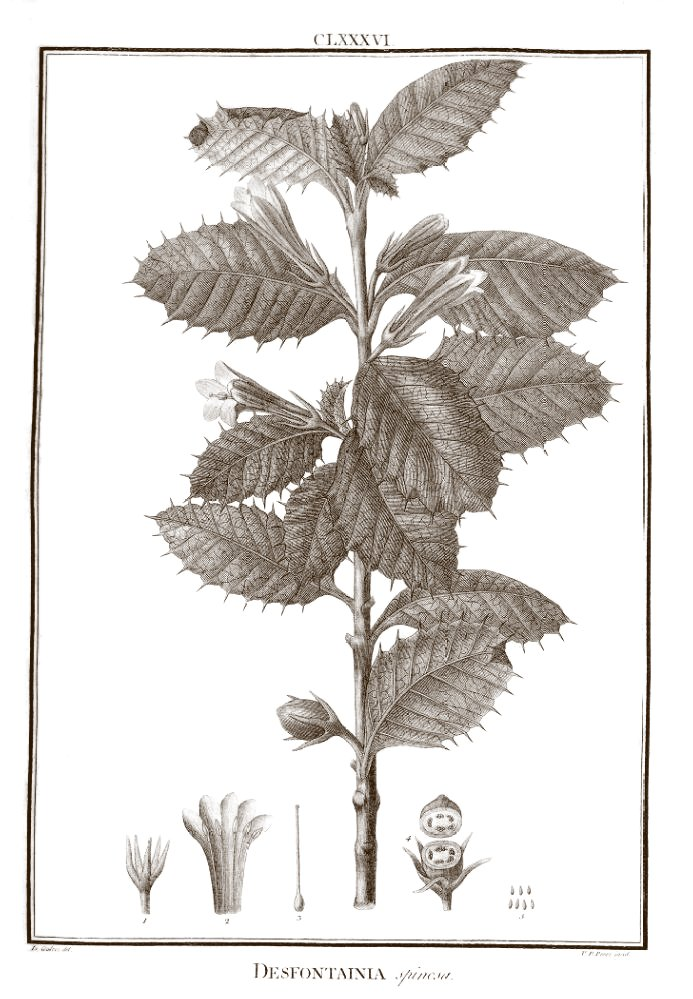
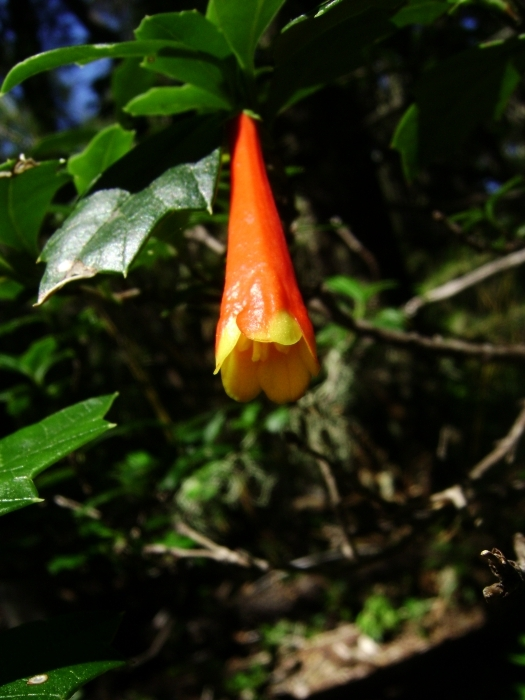
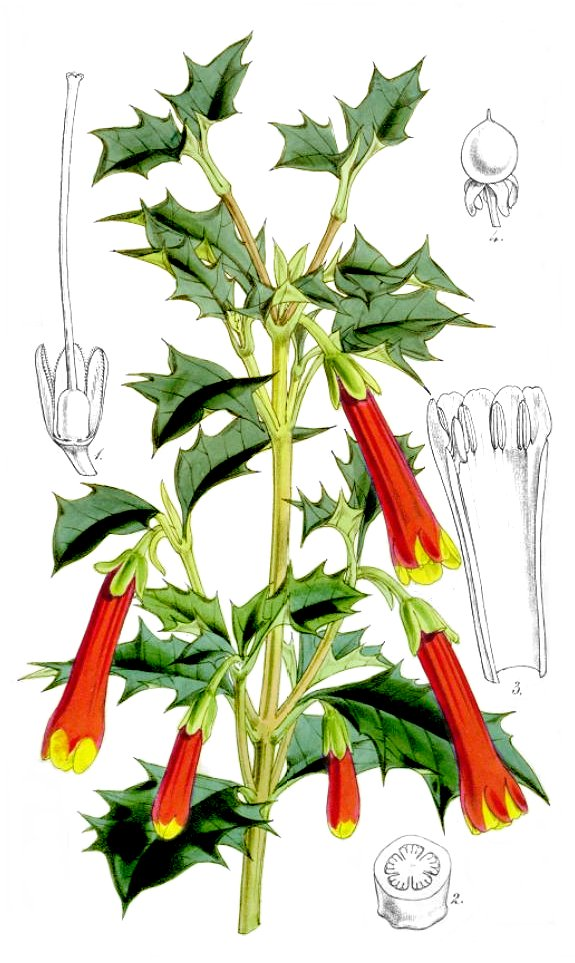
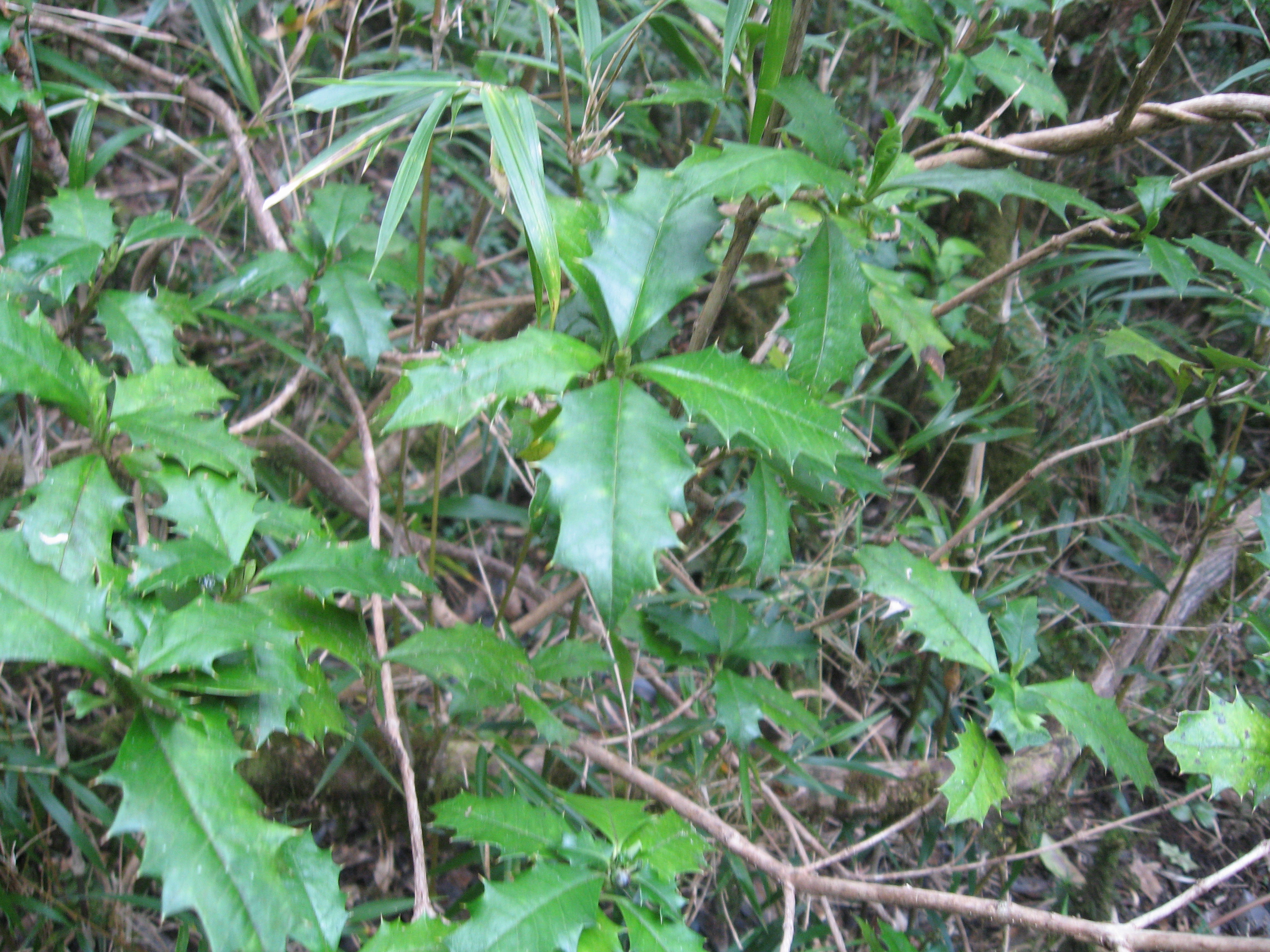